# Kaple svatého Josefa Kalasanského (Lasvice)
Kaple svatého Josefa z Calasanzy je uprostřed vesničky Lasvice, která je od roku 1960 místní částí města Zákupy. V roce 2010 byla opravena, roku 2012 opět vysvěcena.

## Historie
Kaple byla dříve v péči Římskokatolické farnosti v Zákupech. Později ji převzalo město Zákupy, kaple však dlouhodobě chátrala. V roce 2004 měla propadlou část střechy.

## Současnost
Kaple byla postupně rekonstruovaná soukromými majiteli (manželé Jandovi), s dřevem vypomohlo i město. Dne 25. srpna 2012 se konala u kaple slavnost i se mší na přilehlé zahradě k obnově kapličky zasvěcené svatému Josefu z Calasauzy za přítomnosti pražského biskupa Václava Malého, jáhna pana Evžena Policera a zákupského starosty Ing. Lípy.